# Lakeland terrier
Il Lakeland Terrier è una razza di cani di taglia medio-piccola che prende il nome dalla regione d'origine, Lake District o Lakeland, a nord-ovest dell'Inghilterra. La razza sembra essersi sviluppata dai terrier neri focati, che sono all'origine di molti terrier britannici, probabilmente incrociati con alcune razze "vicine" come il Border terrier, il Fox terrier e il Welsh terrier.

## Storia
La razza è stata riconosciuta ufficialmente dal Kennel Club nel 1921, anno della fondazione anche della Lakeland Terrier Association (associazione ora non più attiva).

## Aspetto
Il Lakeland terrier ha un corpo forte e muscoloso. L'altezza al garrese non deve superare i 37 cm, mentre il peso ideale è di 7,7 kg per i maschi e 6,8 kg per le femmine.

### Mantello e colori
Il pelo è fitto e duro, con buon sottopelo, in grado di proteggere efficacemente il cane dalle intemperie. Lo standard di razza riconosce 8 possibili colorazioni del mantello: blu, blu focato, liver, nero, nero focato, rosso, rosso grizzle, wheaten.

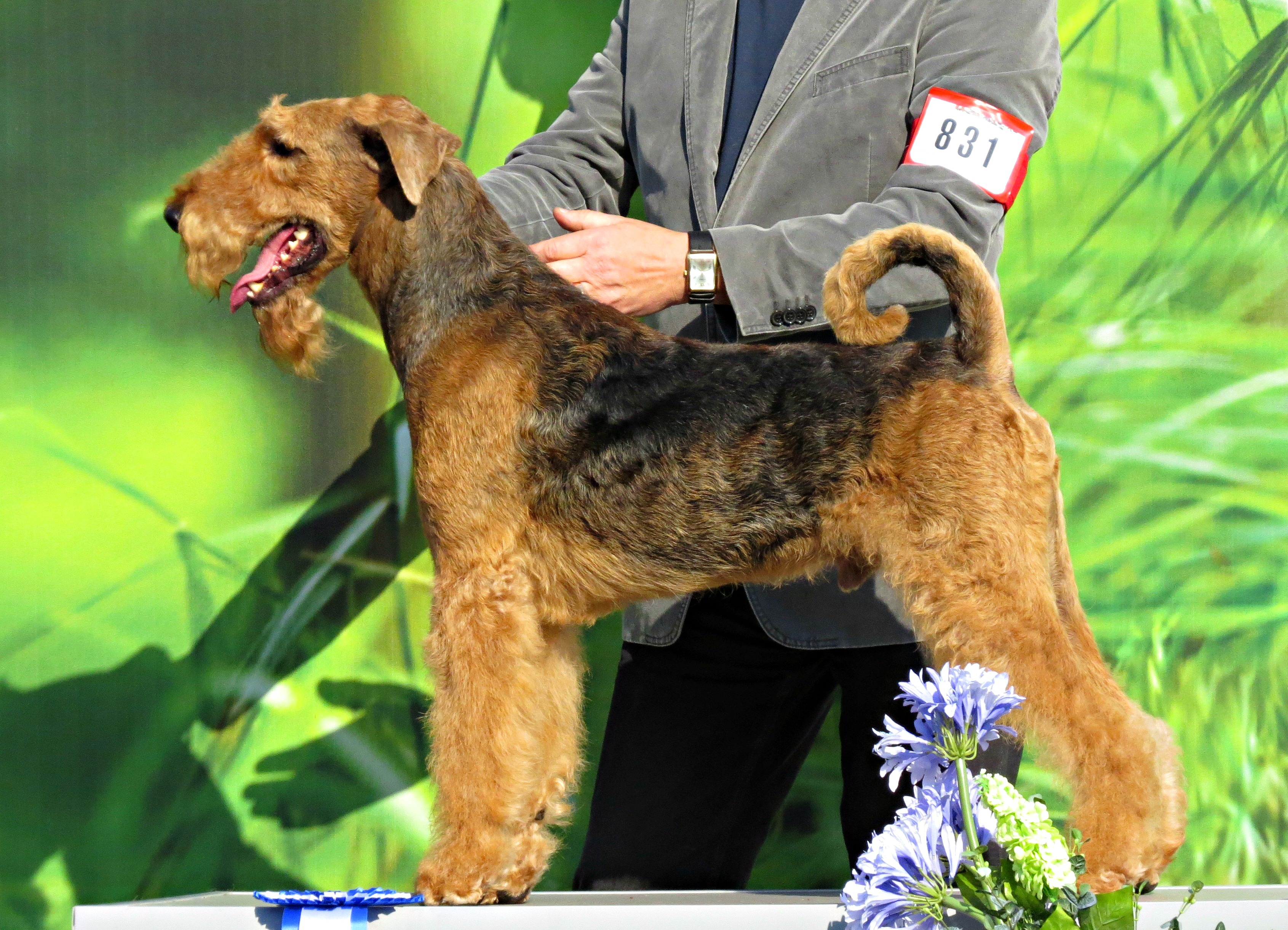
Lakeland terrier nero focato
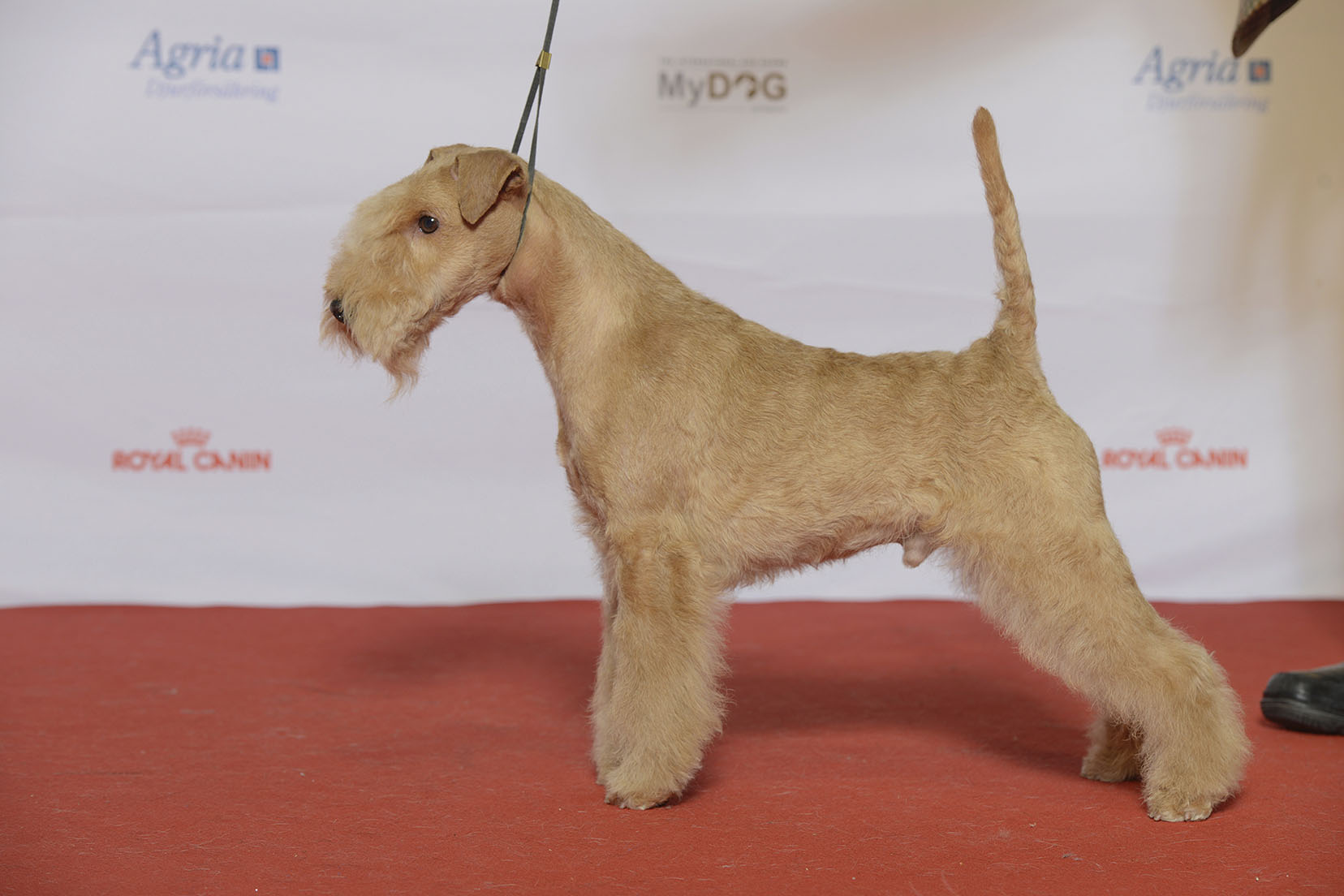
Lakeland terrier wheaten
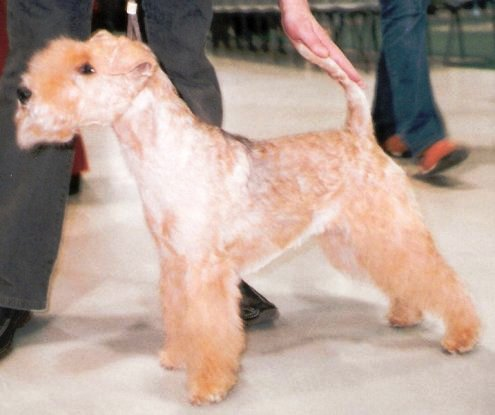
Lakeland terrier rosso grizzle